# ボードー
ボードー (Bodø 発音 [ˈbuːˈdøː] ( 音声ファイル)) は、ノルウェー・ヌールラン県の都市で、同県の県都。北極線（北極圏の限界線）のちょうど北側に位置し、ヌールラン県最大の都市で、北部ノルウェーで2番目に大きい都市である。ボデ、ブーデーなどとも表記される。

## 名前の由来

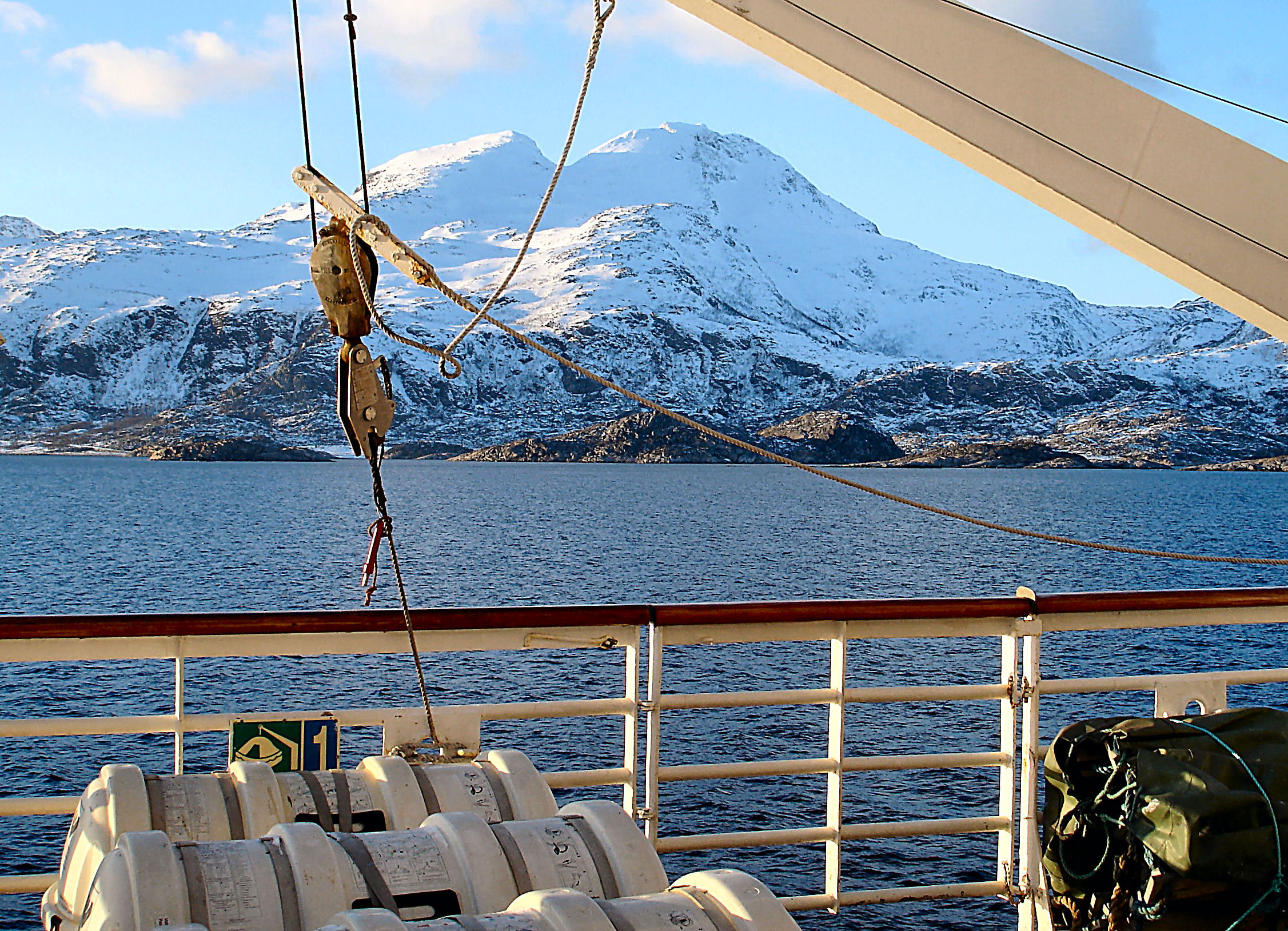
ランネゴーデ島

ボードーが誕生以来、昔の農地Bodøgård（古ノース語のBoðvin）にちなんで名付けられた。boðiとは『沈んだ岩、岩礁』という意味であり、vinとは『草原、牧草地』という意味である。øはデンマーク語の書き方であるが島を表すøyが誤って理解されてつけられたものである。

## 市章
1959年から使用されている。白夜の太陽を表している。

## 歴史

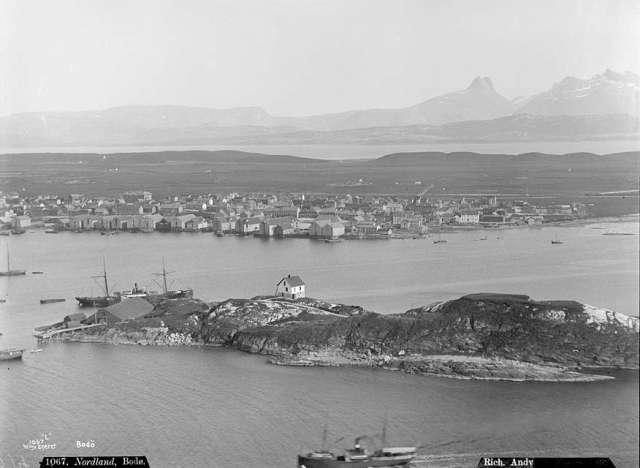
ボードー港（1880年）

ボードーは1816年に町となり、現在はノールラン県の県都である。ボードー市の大半が第二次世界大戦中の1940年5月27日のドイツ空軍の攻撃で瓦礫の山と化した。15人が死亡した（イギリス軍兵士2人と地元住民13人）が、6,000人の市民は生き残った。
3,500人が攻撃で住む家を失ったために起きたはなはだしい住宅不足のために、スウェーデン政府は1941年冬に107部屋のアパート建設を援助した。これらの家々は市郊外に固まって建てられた。この小さな区域が現在のボードー市中心地であり、今も"svenskebyen"（スウェーデン人の町、という意味）と呼ばれる。
第二次世界大戦後、町は再建された。また、アメリカ空軍の基地も建設された。再建は1959年の新市庁舎完成をもって終了した。その翌年、冷戦真っただ中の1960年5月に起きたU-2撃墜事件で国際的な注目を浴びた。アメリカ空軍U-2パイロットのフランシス・ゲーリー・パワーズは、パキスタンからボードーへ向かう途中、ソヴィエト連邦上空で撃墜された。

## 地理

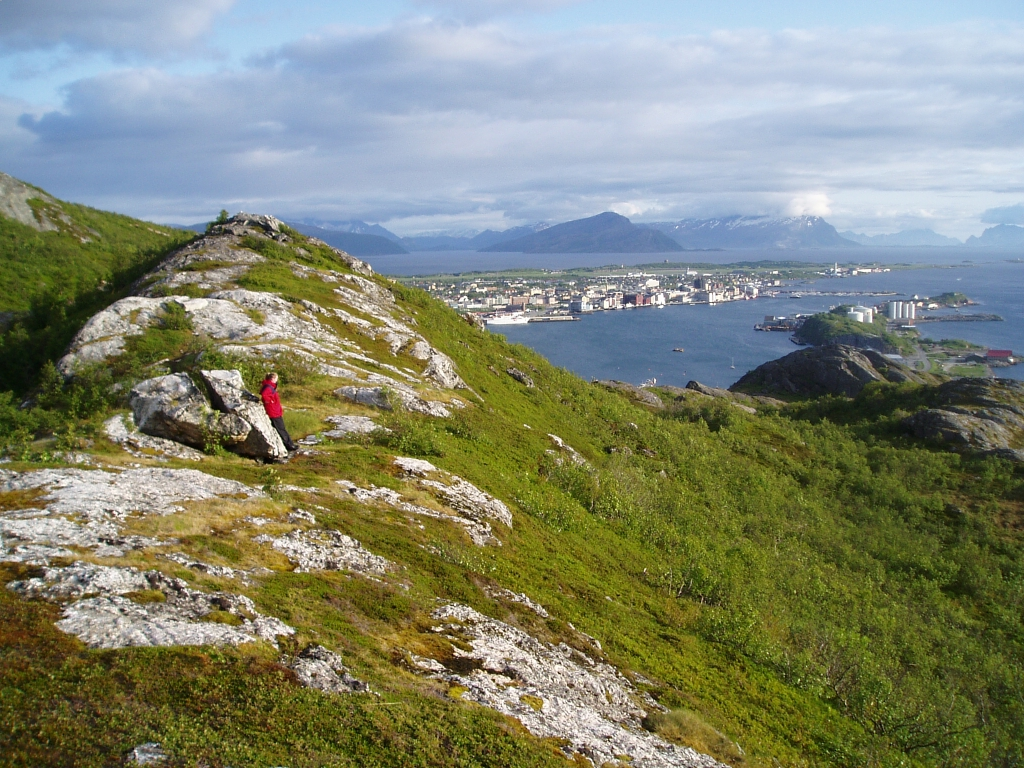
ハイキング地区

ボードー市は北極線のやや北の北極圏に位置し、6月2日から7月10日まで白夜となる。フィヨルドの切り立った海岸線と島々に囲まれており、ボードー市街地の南東30キロの海峡部にはSaltstraumenと呼ばれる世界一強い潮流が起こる場所がある。 
ノルウェー海に突き出した半島の上にあるために、ボードーはノルウェー有数の強風のふく都市である。沖合の暖流の影響で高緯度のわりに冬季の気候は温暖で、海風もあって冬季に雪に覆われることはまれである。1月の平均気温は－2.2℃で、7月の一日の平均気温が12.5℃である。歴代最低気温を記録した月は、1966年2月の－8.9℃であり、逆に歴代最高気温を記録したのは1937年7月の17.1℃である。

### 気候
| ボードーの気候         | ボードーの気候 | ボードーの気候 | ボードーの気候 | ボードーの気候 | ボードーの気候 | ボードーの気候 | ボードーの気候 | ボードーの気候 | ボードーの気候 | ボードーの気候 | ボードーの気候 | ボードーの気候 | ボードーの気候 |
| 月                     | 1月            | 2月            | 3月            | 4月            | 5月            | 6月            | 7月            | 8月            | 9月            | 10月           | 11月           | 12月           | 年             |
| ---------------------- | -------------- | -------------- | -------------- | -------------- | -------------- | -------------- | -------------- | -------------- | -------------- | -------------- | -------------- | -------------- | -------------- |
| 平均最高気温 °C （°F） | 1 (34)         | 0 (32)         | 1 (34)         | 5 (41)         | 9 (48)         | 13 (55)        | 16 (61)        | 15 (59)        | 12 (54)        | 7 (45)         | 4 (39)         | 2 (36)         | 7.1 (44.8)     |
| 平均最低気温 °C （°F） | −2 (28)        | −3 (27)        | −2 (28)        | 2 (36)         | 6 (43)         | 9 (48)         | 12 (54)        | 11 (52)        | 8 (46)         | 4 (39)         | 1 (34)         | −1 (30)        | 3.8 (38.8)     |
| 降水量 mm （inch）     | 86 (3.39)      | 64 (2.52)      | 68 (2.68)      | 52 (2.05)      | 46 (1.81)      | 54 (2.13)      | 92 (3.62)      | 88 (3.46)      | 123 (4.84)     | 147 (5.79)     | 100 (3.94)     | 100 (3.94)     | 1,020 (40.16)  |
| 平均月間日照時間       | 8.1            | 43.0           | 114.0          | 158.7          | 218.8          | 220.7          | 172.0          | 166.5          | 98.4           | 54.3           | 16.3           | 0.4            | 1,271.2        |
| 出典：                 |                |                |                |                |                |                |                |                |                |                |                |                |                |

### 自然
ボードーの手つかずの大自然は多くのハイカーたちを惹きつけている。ボードーの北10キロに人気のあるレクリエーション地区ゲイヴォゲンがある。この一帯には多くのオジロワシが生息している。市内には17の自然保護区がある。
スンストラウンリアン自然保護区は岩床上にできた手つかずの混合林を保有している。海岸の松林のあるスコンランとブリスヴェ自然保護区は多種の野鳥を抱えるラムサール条約登録地である。

## 交通

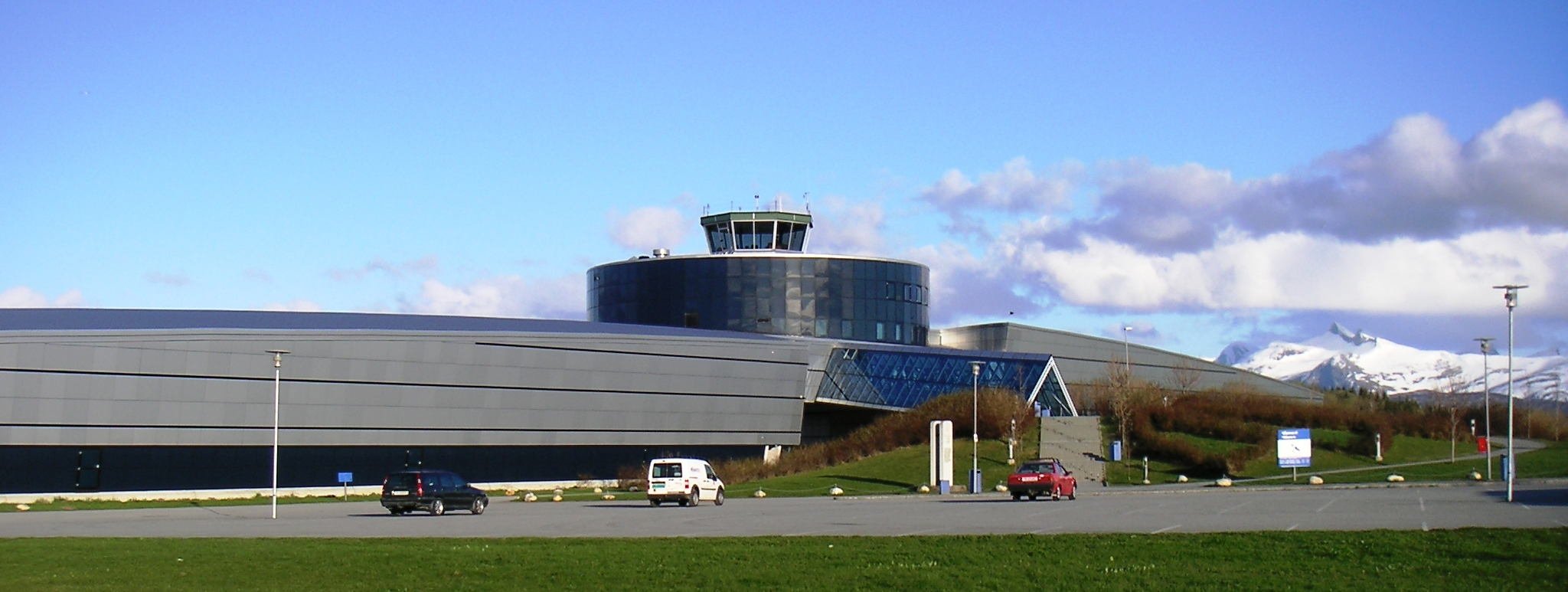
ボードー航空博物館

### バス/鉄道
1961年に開業したボードーの駅は、ノルウェー国鉄最北端の駅である。ヌールラン線の終点で、ここからさらに北へ向かうバス路線が発着する。
ちなみに同じノルウェー国内でさらに北に位置する都市・ナルヴィクにも鉄道が通っているが、ナルヴィク行きの路線はノルウェー国鉄ではなく、国境を越えスウェーデンのキルナ方面へ向かう。

### 航空
1952年に開港したボードー空港は、市中心部から2キロの郊外にある。2018年度には年間約182万人が利用した。

### 海運
フェリーがボードー＝ロフォーテン諸島間を往復している。

## 軍事
ボードー空軍基地はノルウェー軍、特にノルウェー空軍駐留の長い歴史を持つ。北大西洋条約機構の主要航空基地であり、冬季には戦闘機が定期的に演習する。

## ボードーのみどころ

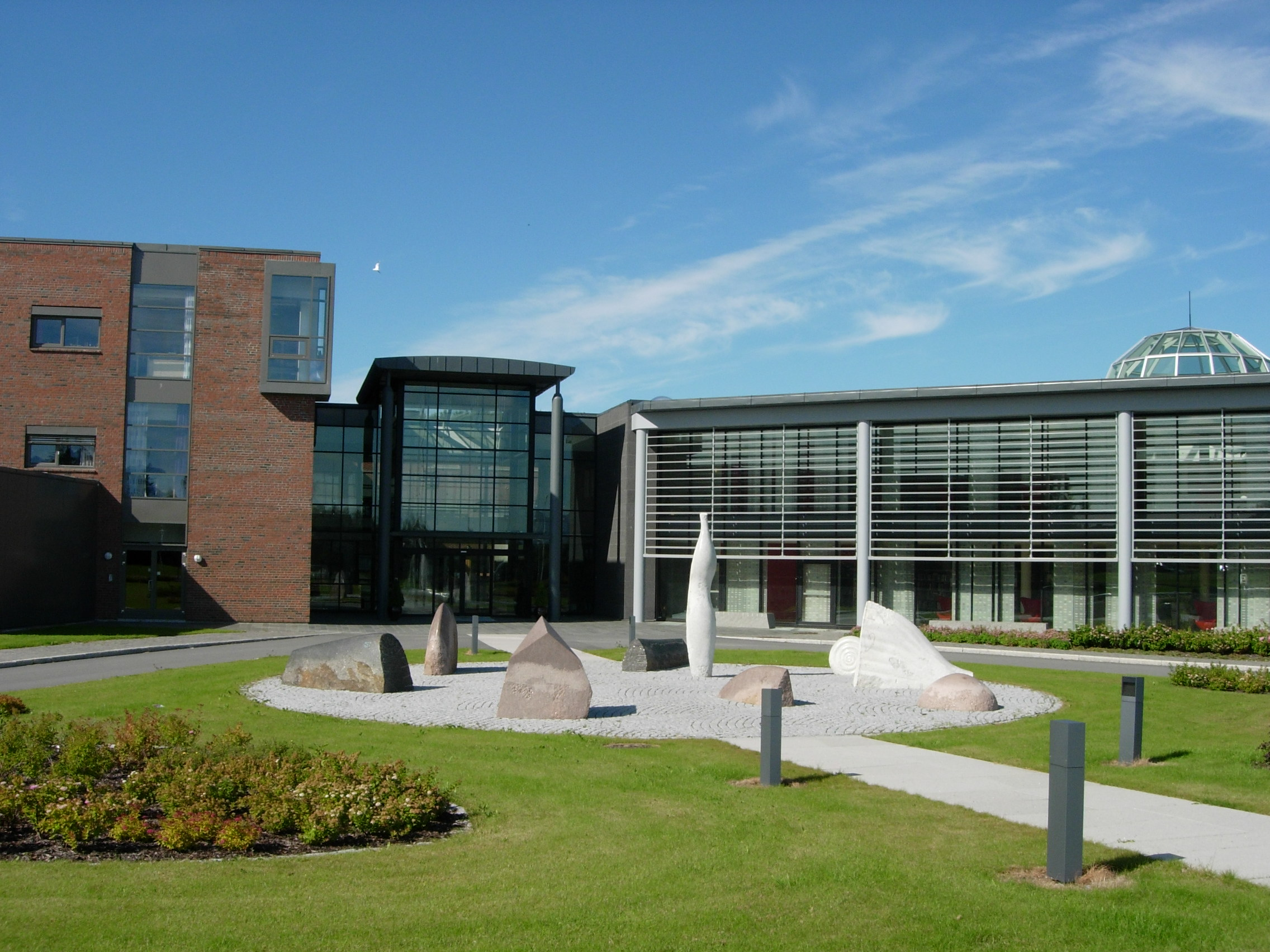
北部大学ボードーキャンパス

- 北部大学（旧ヌールラン大学）
- ボードー空港
- ボードー航空博物館
- サルテン博物館
- ボードー大聖堂